# Cimetière militaire du Point-du-Jour
Le Point-du-Jour Military Cemetery, Athies, Cimetière militaire du Point-du-Jour est un cimetière militaire de la Première Guerre mondiale, situé sur le territoire de la commune d' Athies, dans le département du Pas-de-Calais, à l'est d'Arras.

Un autre cimetière britannique est implanté sur le territoire de la commune  Athies Communal Cemetery Extension.

## Localisation
Ce cimetière est situé à un kilomètre au nord du village, à l'intersection de la rue du Chauffour et de la D 950.

## Histoire

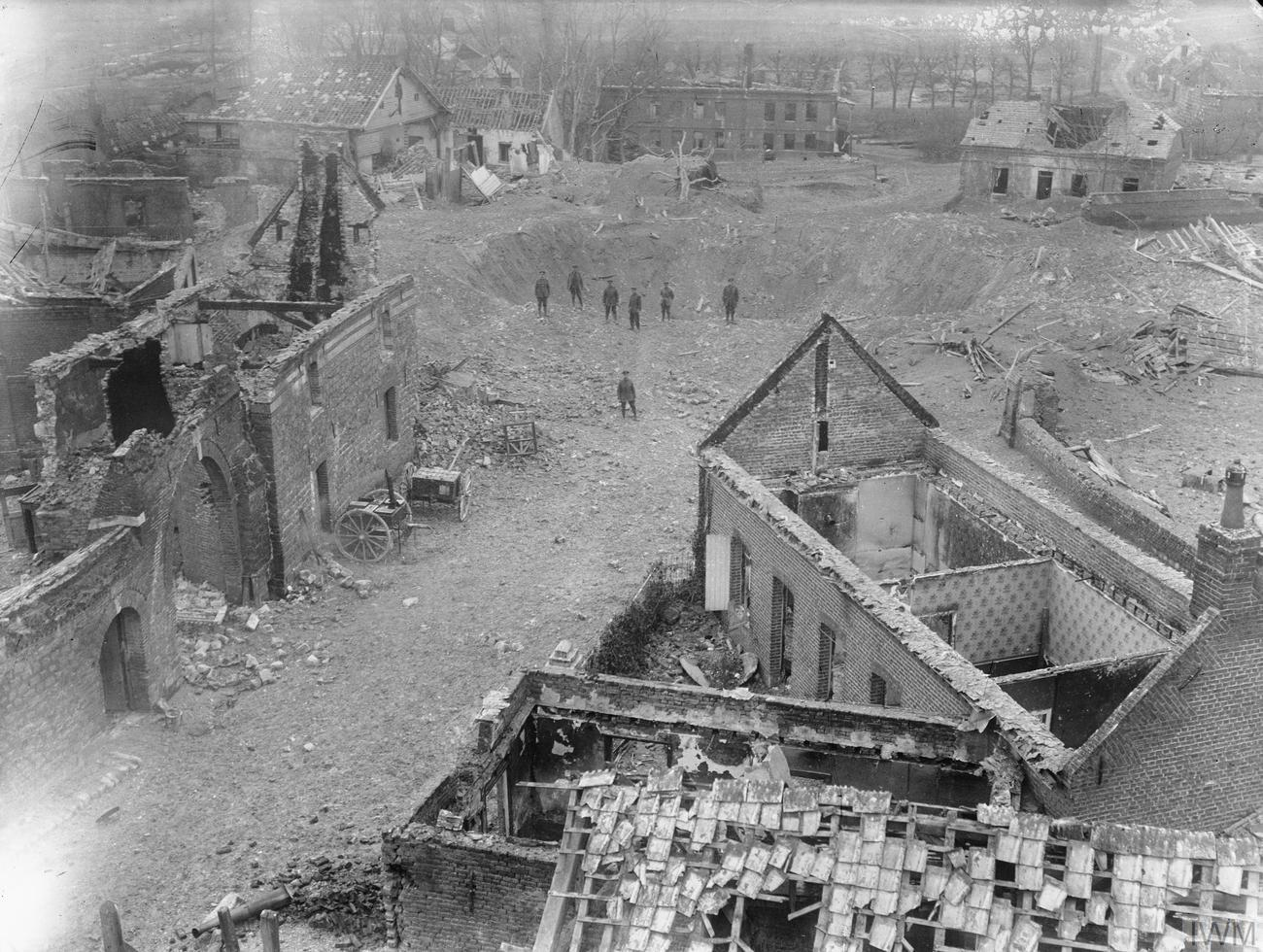
Cratère de mine à Athies en avril 1917.

Aux mains des Allemands depuis septembre 1914, Athies a été capturée par la 9e division écossaise, le 9 avril 1917, premier jour de la bataille d'Arras. Le secteur est resté aux mains des Alliés jusqu'à la fin de la guerre.
Ce cimetière tire son nom d'une maison dénommée Point-du-Jour, sise sur la route de Saint-Laurent-Blangy à Gavrelle qui, en 1917, était devenue une route allemande. Elle fut reprise par la 34e division le 9 avril 1917. À la fin de la guerre, le cimetière contenait les tombes de 82 soldats tombés lors des combats. Il a ensuite été agrandi lorsque plus de 650 tombes ont été apportées des champs de bataille et des petits cimetières provisoires des environs  d'Arras.
Il y a maintenant 794 militaires du Commonwealth de la Première Guerre mondiale enterrés ou commémorés dans ce cimetière dont 401 ne sont pas identifiées. Il y a également trois tombes de soldats français.
Il y a deux mémoriaux à proximité, dont l'un commémore la 9e division, tandis que l'autre commémore le service de sept bataillons des Seaforth Highlanders.

## Caractéristiques
Ce cimetière a un plan rectangulaire allongé de 40 m sur 30 m. Il est clos par un muret de briques.
Le cimetière a été conçu par l'architecte britannique Reginald Blomfield.

## Galerie

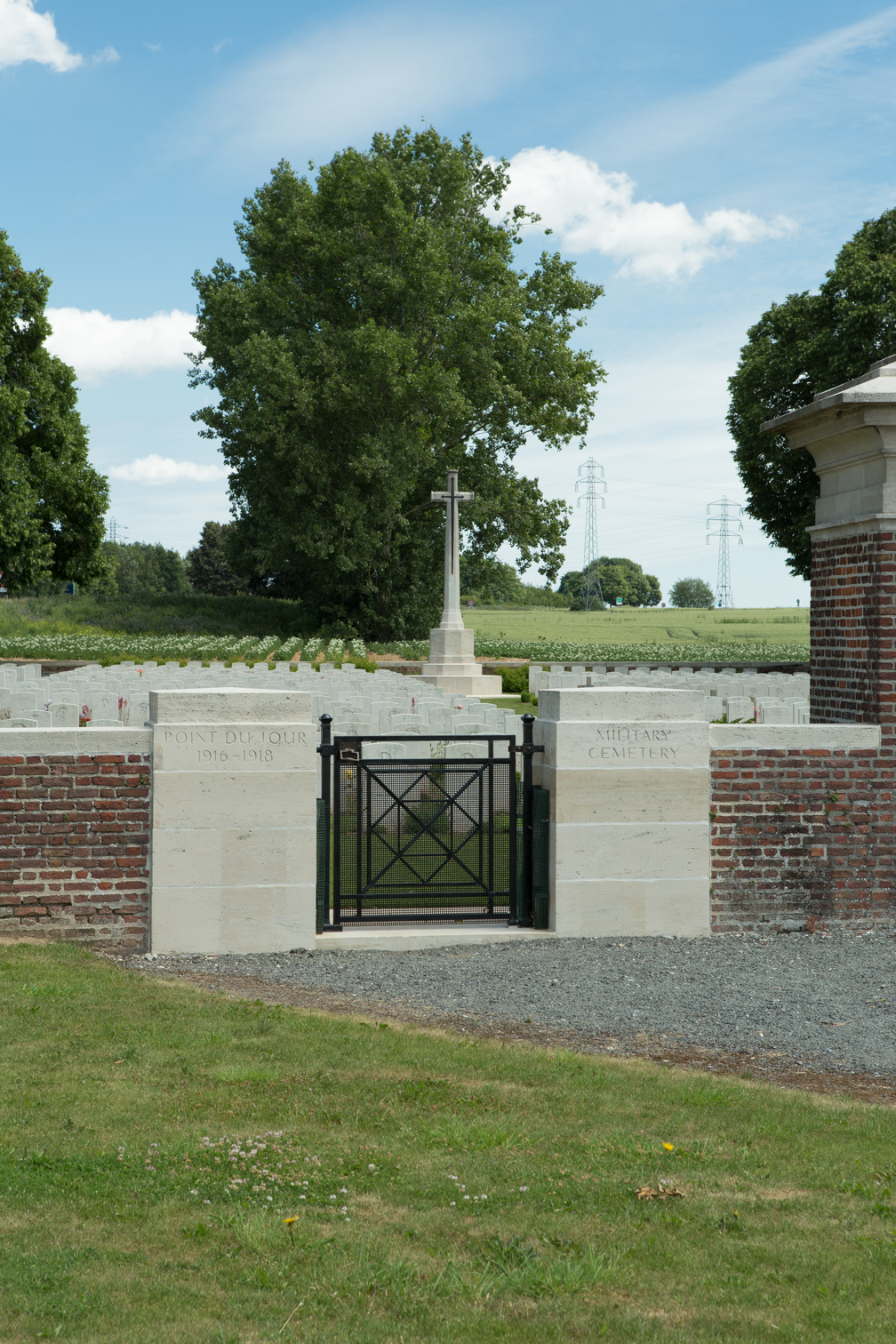
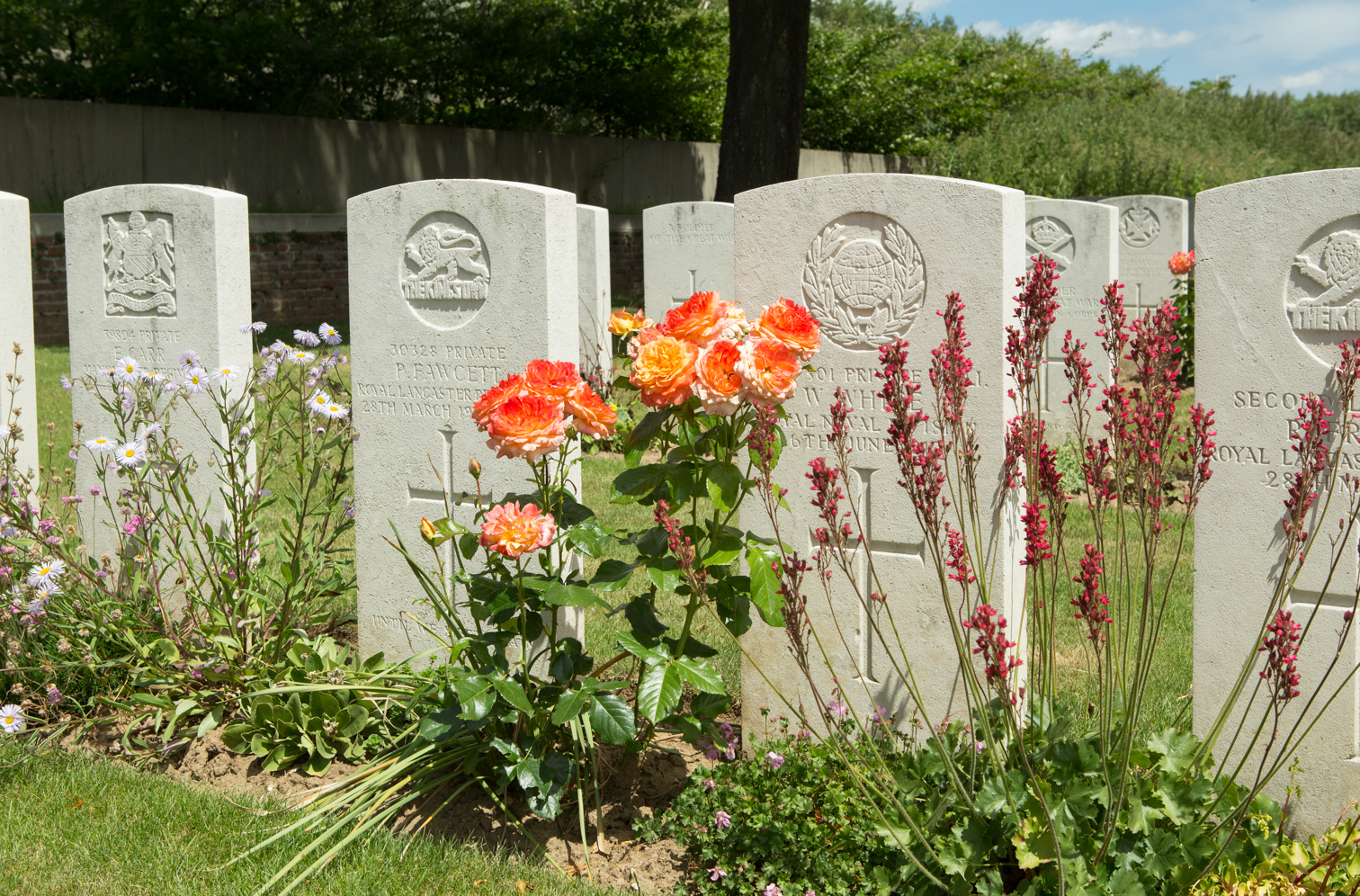
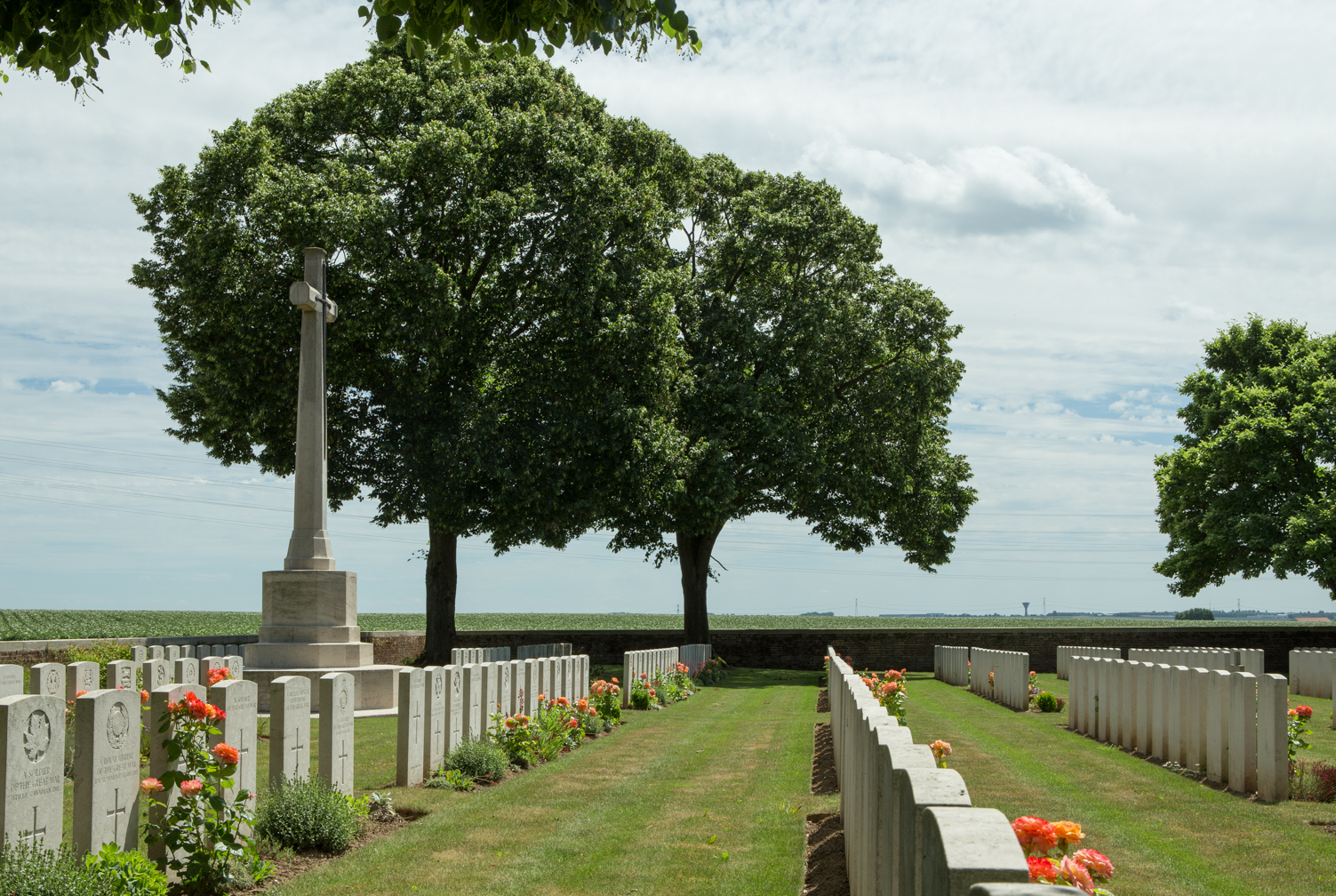
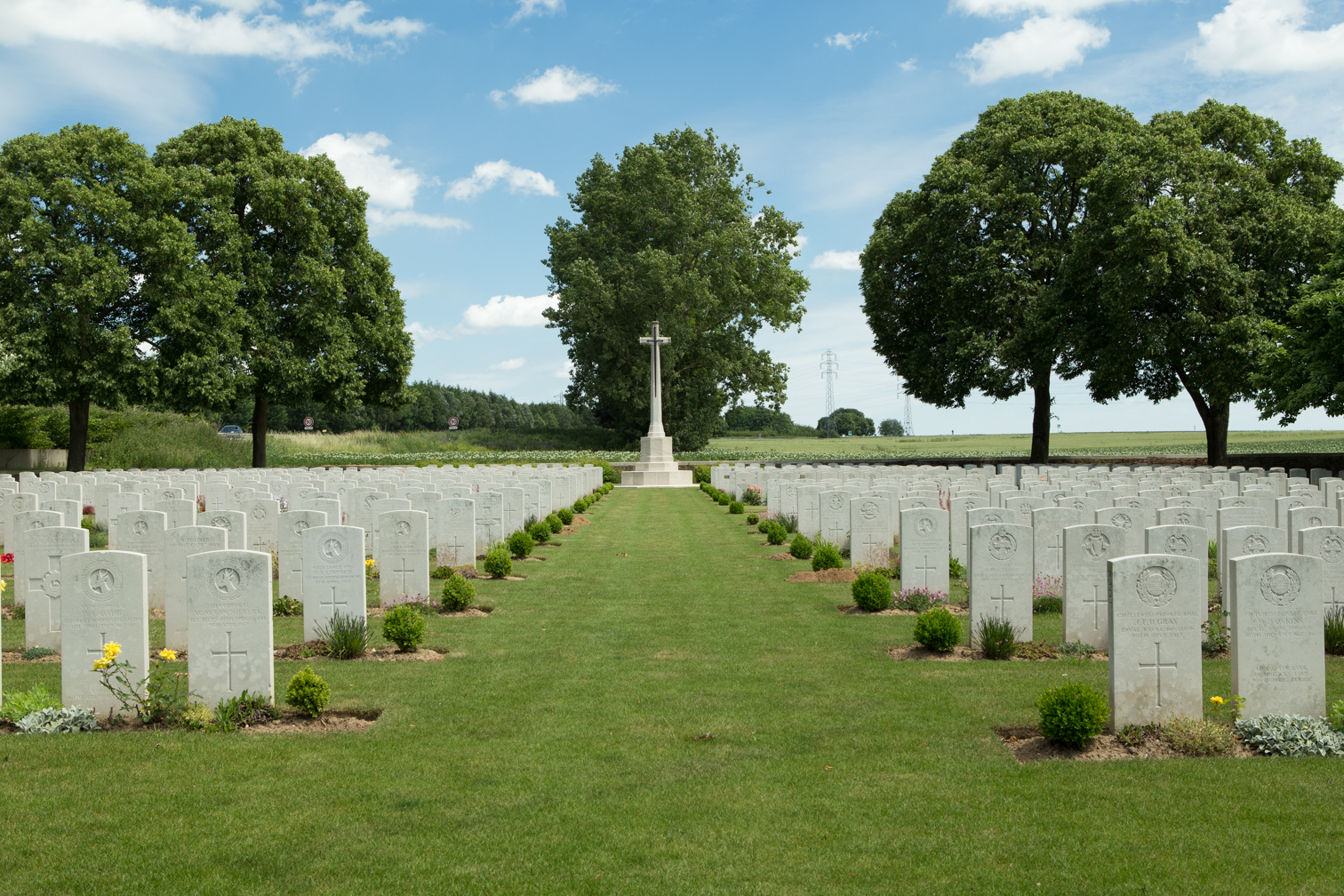
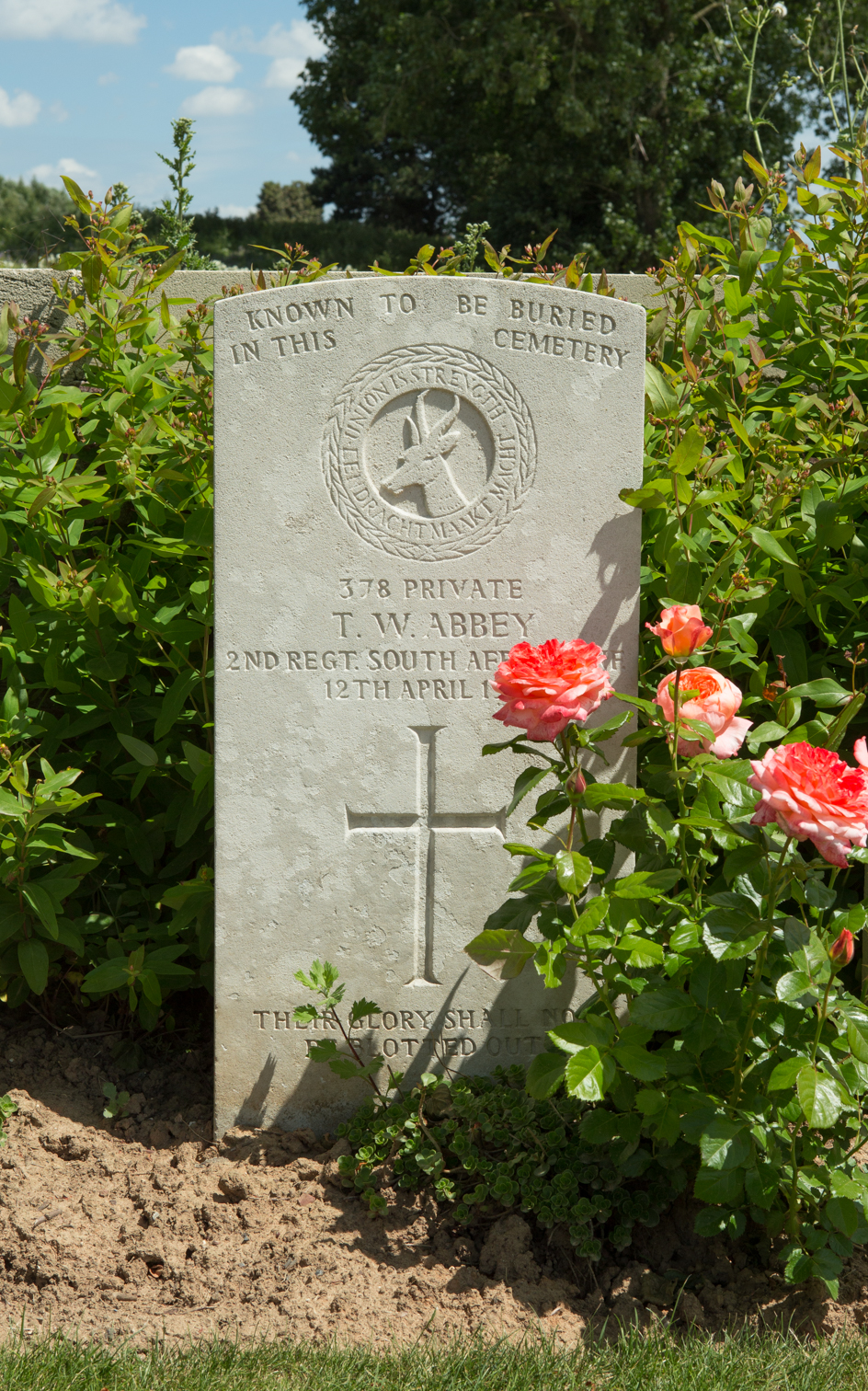
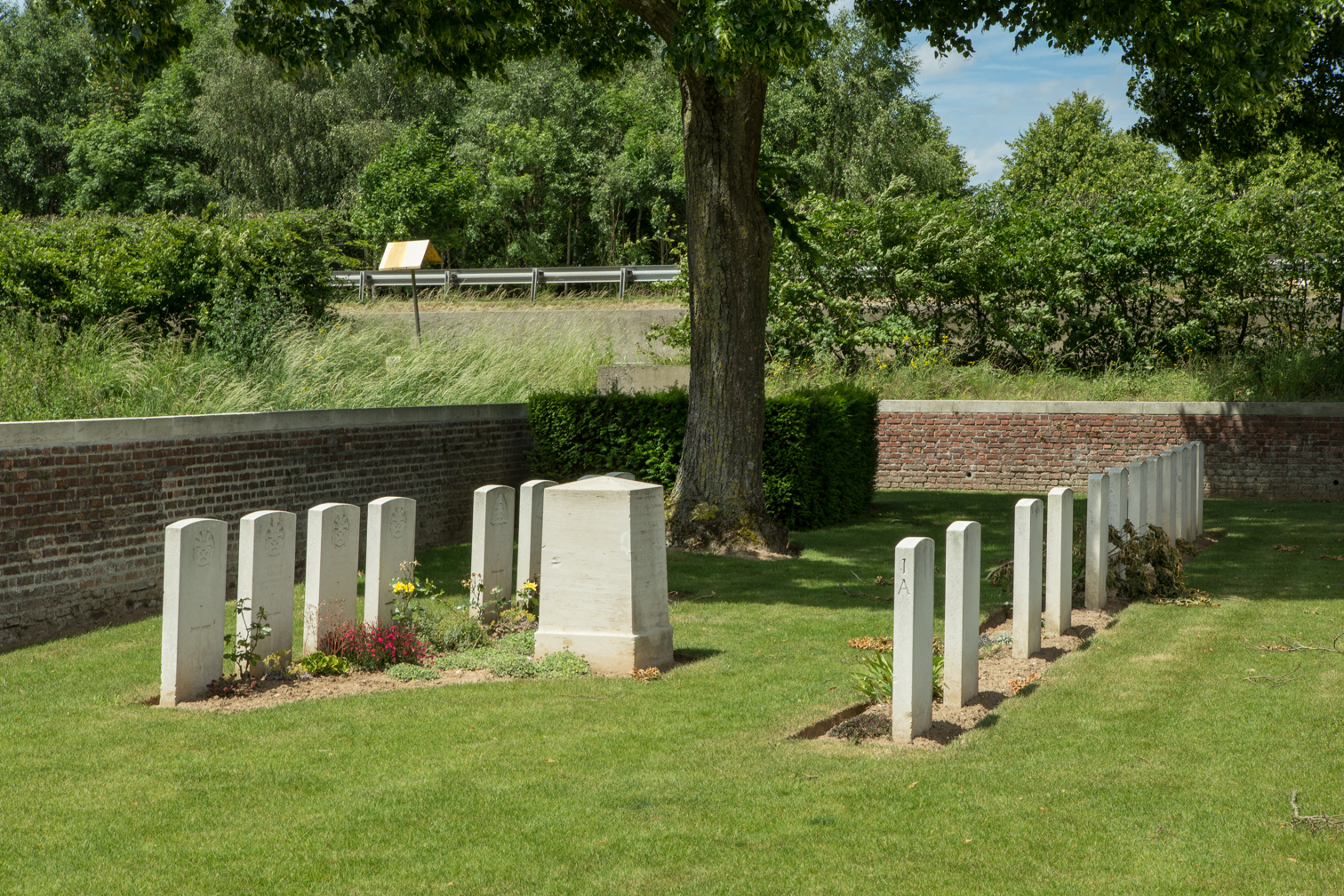

## Sépultures
| Pays             | Sépultures |
| ---------------- | ---------- |
| Royaume-Uni      | 704        |
| Afrique du Sud   | 74         |
| Canada           | 14         |
| France           | 3          |
| Nouvelle-Zélande | 2          |
| Total            | 797        |

## Pour approfondir